# Hexágono de Saturno

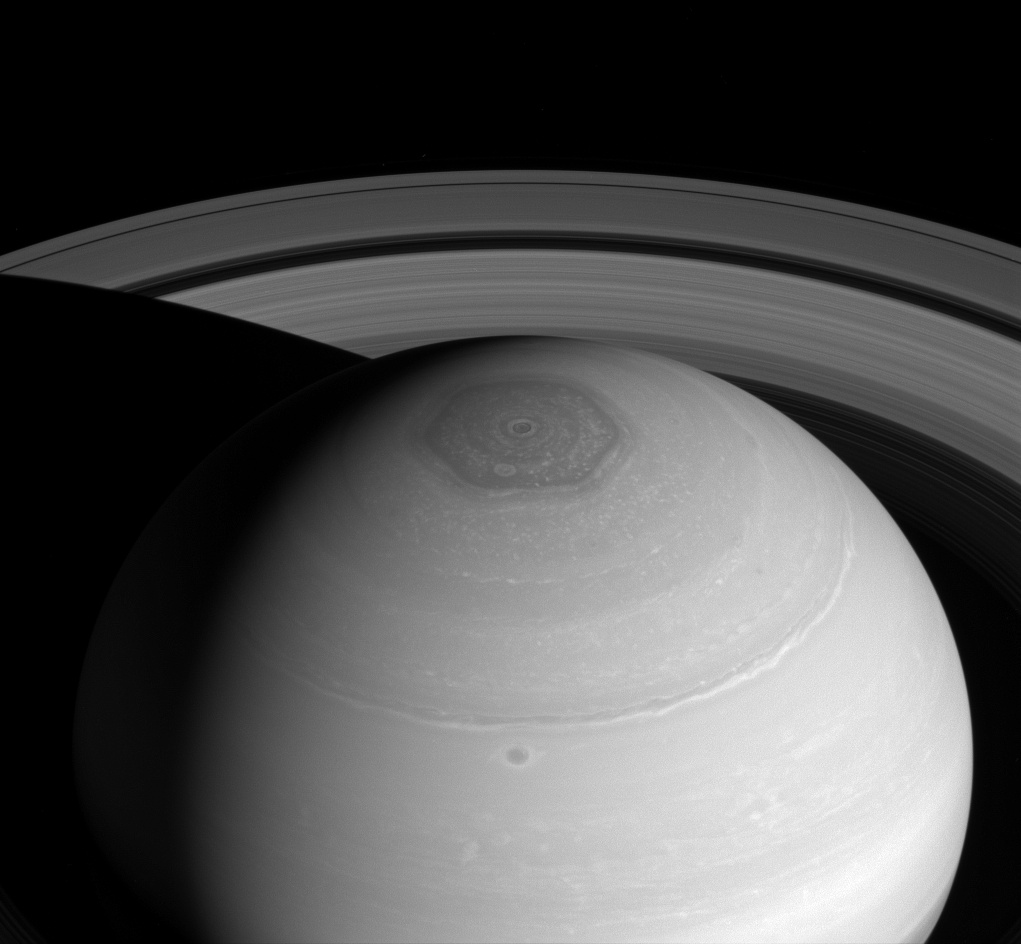
Hexágono ubicado en el polo norte de Saturno.

Time-lapse tomado por Cassini el 10 de noviembre de 2006 en el que se aprecia el movimiento del hexágono.

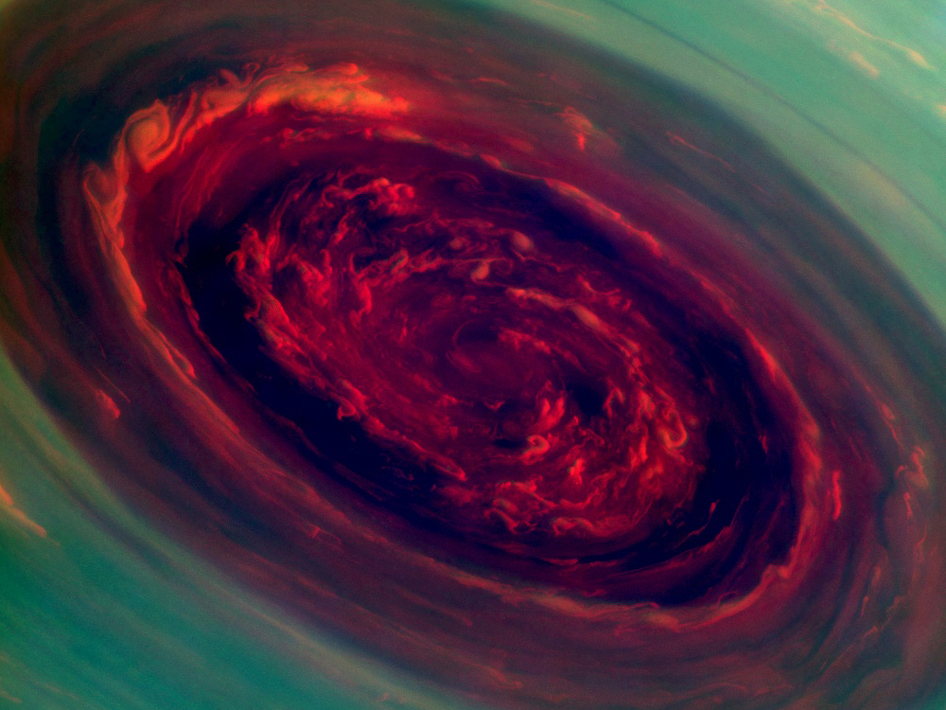
Imagen en falso color del vórtice del polo

El hexágono de Saturno es un patrón nuboso persistente localizado alrededor del polo norte de Saturno, aproximadamente a 78°N. Los lados del hexágono tienen una longitud aproximada de 13.800 km, distancia mayor al diámetro de la Tierra (12.700 km). Toda la zona tiene un periodo rotacional de 10h 39m 24s, el mismo que las emisiones de radio que provienen del interior del planeta. El hexágono no se desplaza longitudinalmente como otras nubes en la atmósfera visible.
De acuerdo con observaciones del Hubble, el polo sur de Saturno no posee un hexágono, sin embargo, existe un vórtice, de manera análoga al existente en el polo norte.
El hexágono polar de Saturno fue descubierto durante la misión Voyager entre 1981 y 1982, y fue observado de nuevo en la misión Cassini en 2006. Cassini sólo pudo captar imágenes térmicas con una cámara de infrarrojos hasta que, en enero de 2009, la zona se vio expuesta a la luz solar. En ese momento, Cassini filmó un video de la zona hexagonal mientras se movía a la misma velocidad que el planeta, y, por lo tanto, captando únicamente el movimiento de la tormenta. Asimismo, astrónomos aficionados han conseguido fotografiar la zona desde la Tierra ahora que está iluminada.

## Posible origen
Una hipótesis para explicar este curioso fenómeno ha sido desarrollada en la Universidad de Oxford. Se cree que el hexágono se forma en zonas donde hay un alto gradiente latitudinal en la velocidad de los vientos atmosféricos de Saturno. Se crearon formas similares en laboratorio al hacer que un tanque circular de líquido rotase a distinta velocidad en el centro y la periferia. Se consiguieron todo tipo de formas entre triangular y octogonal, si bien se observó que la forma más común era un hexágono.
Las formas geométricas eran obtenidas en un área de flujo turbulento entre dos fluidos rotando a distintas velocidades. Se formaron cierto número de vórtices estables de tamaño similar en la zona externa del flujo, más lenta, y éstos interactuaron entre sí hasta quedar uniformemente repartidos por el perímetro de la superficie. La presencia de los vórtices induce al límite de la turbulencia a desplazarse, formando el efecto poligonal.
Las formas poligonales no se producen en fronteras turbulentas cuando los parámetros de viscosidad y diferencial de velocidad no superan cierto valor límite, de modo que no están presentes en otros sitios de características similares, tales como el polo sur del propio Saturno o los polos de Júpiter.